# Флаг Пушкинского городского округа
Флаг муниципального образования «Пу́шкинский городской округ Московской области» Российской Федерации — опознавательно-правовой знак, служащий официальным символом муниципального образования.
Данный флаг первоначально был утверждён 4 апреля 2002 года и внесён в Государственный геральдический регистр Российской Федерации с присвоением регистрационного номера 935, как флаг муниципального образования «Пушкинский район». После муниципальной реформы 2006 года стал флагом муниципального образования «Пушкинский муниципальный район Московской области».
Законом Московской области от 22 апреля 2019 года № 68/2019−ОЗ 6 мая 2019 года все муниципальные образования Пушкинского муниципального района были преобразованы в Пушкинский городской округ.
Решением Совета депутатов Пушкинского городского округа от 23 сентября 2019 года № 7/1 флаг Пушкинского муниципального района был утверждён флагом Пушкинского муниципального округа.

## Описание
«Флаг муниципального образования „Пушкинский район“ представляет собой прямоугольное полотнище с соотношением ширины к длине 2:3, разделённое по горизонтали на две неравные части: меньшую, красную — вдоль верхнего края в 1/6 полотнища и большую нижнюю, разделённую по вертикали на синюю и зелёную части, несущую в центре изображения фигур из герба Пушкинского района, составляющих 1/2 ширины полотнища».
Фигура из герба Пушкинского района представляет собой «…узкое чёрное кольцо, стенозубчатое снаружи, окаймлённое золотом и заполненное пурпуром; внутри кольца — обернувшийся сидящий золотой соболь, и по сторонам от него поверх кольца — две золотых бобины ниток».

## Обоснование символики
Флаг составлен на основании герба по правилам и традициям вексиллологии и отражает исторические, культурные, социально-экономические, национальные и иные местные традиции.
Основной фигурой флага является жёлтый соболь — символ пушного национального богатства страны, аллегорически показывающий производство пушнины в зверосовхозе «Пушкинский».
Жёлтый цвет в геральдике означает богатство, уважение, великодушие. Чёрное стенозубчатое кольцо символизирует металлообрабатывающую промышленность в Пушкинском районе.
Чёрный цвет в геральдике — цвет мудрости, благоразумия, постоянства, скромности, честности и вечности бытия.
Пурпурный цвет в геральдике — символ достоинства.
Бобины ниток отражают прядильно-ткацкое производство в районе.
Синяя часть полотнища отражает большое количество водоёмов на территории Пушкинского района.
Синий цвет в геральдике символизирует цвет ясного неба, постоянство и преданность, правосудие и совершенство.
Зелёная часть полотнища символически отражает богатые лесные угодья Пушкинского района, характеризуя район как лесную столицу Подмосковья, на территории которого работает центр лесной науки России — Всероссийский научно-исследовательский институт лесоводства и механизации лесного хозяйства.
Зелёный цвет в геральдике символизирует возрождение, жизнь, изобилие, стабильность.
Территориальная принадлежность Пушкинского района к Московской области обозначена путём включения во флаг муниципального образования «Пушкинский район» красной полосы по верхнему краю полотнища.

## См. также

Флаги муниципальных образований Пушкинского района
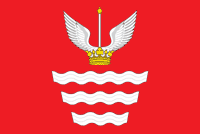
Городское поселение Ашукино
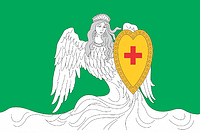
Городское поселение Зеленоградский
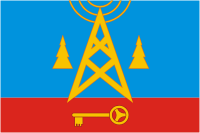
Городское поселение Лесной
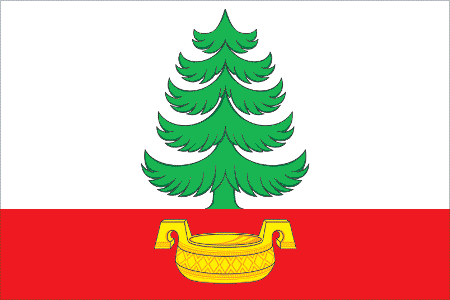
Городское поселение Правдинский
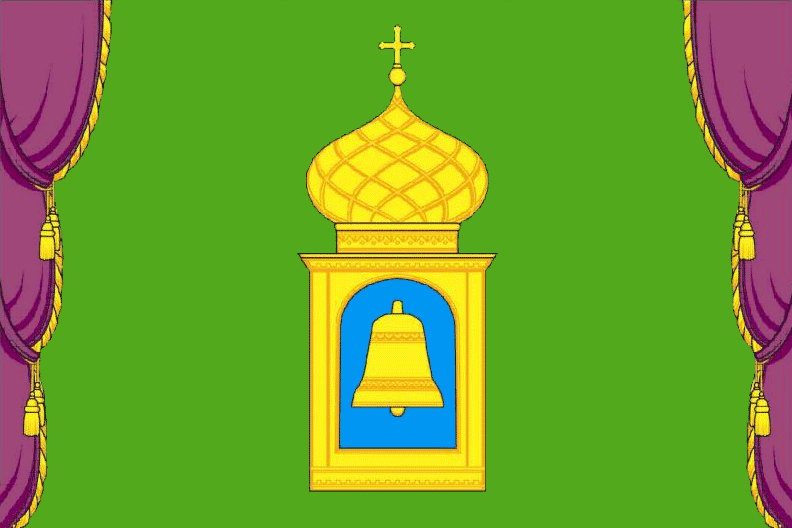
Городское поселение Пушкино
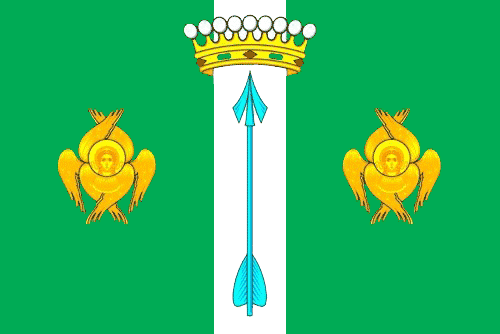
Городское поселение Софрино
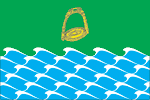
Городское поселение Черкизово
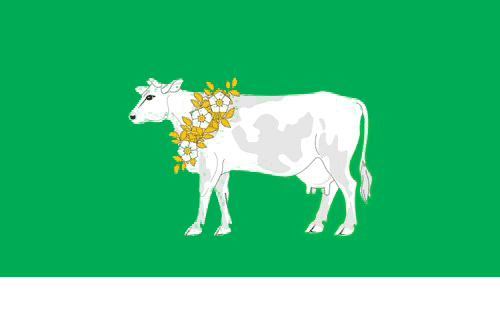
Сельское поселение Ельдигинское
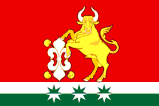
Сельское поселение Тарасовское
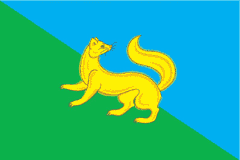
Сельское поселение Царёвское